# Hôtel Continental (Berlin)
Pour les articles homonymes, voir Hôtel Continental.

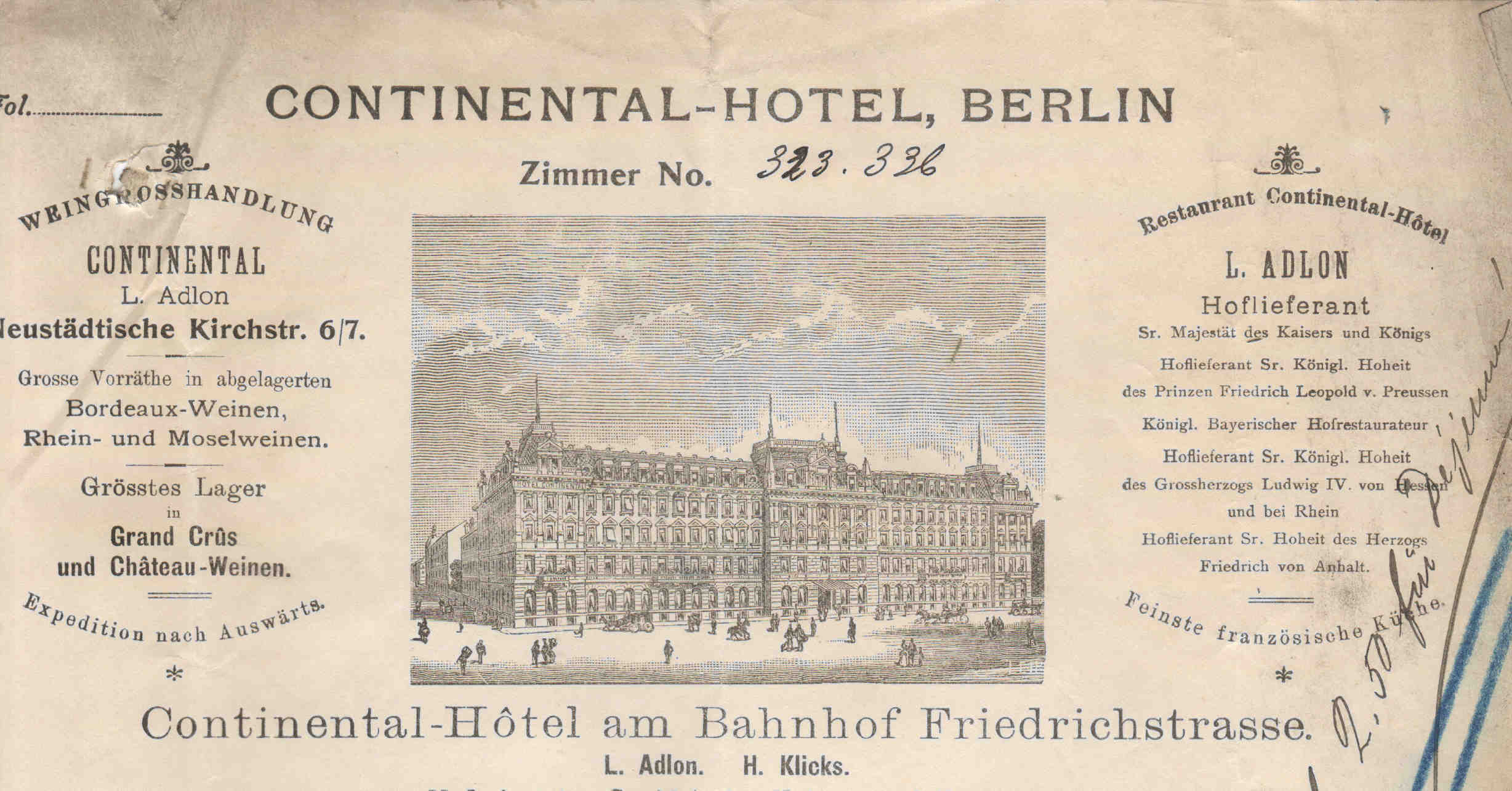
L'hôtel Continental.

Le Continental-Hotel était un hôtel de luxe de Berlin situé près de la gare de Friedrichstraße. Il est construit en 1884-1885 et détruit par les bombardements alliés pendant la Seconde Guerre mondiale.

## Source de la traduction
- (de) Cet article est partiellement ou en totalité issu de l’article de Wikipédia en allemand intitulé « Continental-Hotel (Berlin) » (voir la liste des auteurs).